# Rechtsinformatica
Rechtsinformatica is een rechtswetenschap die zich bezighoudt met de vraag hoe informatica kan worden gebruikt bij het toepassen van recht. Toepassingen variëren van expertsystemen met juridische kennis die adviseren bij het toekennen van uitkeringen of vergunningen tot onderzoek op het gebied van zoeken in juridische databanken.

## Het juridische kennisdomein
Er wordt daarbij aandacht besteed aan juridisch redeneren en belissen. Hoewel door niet-juristen wel eens gezegd wordt dat het juridische domein zich bij uitstek leent voor een expertsysteem dat de beslissingen van de mens overneemt, doordat het recht volledig in wetboeken is vastgelegd, is eerder het tegenovergestelde waar. Juridisch redeneren en beslissen is sterk normatief en wordt voor een belangrijk deel beïnvloed door interpretatie en context. Daarnaast is de vastgelegde wet niet de enige rechtsbron: ook jurisprudentie (rechterlijke uitspraken), beslissingen van lagere overheden (gemeente en provincie) en maatschappelijke normen dienen erbij betrokken te worden. Bovendien is het recht sterk onderhevig aan veranderingen in de maatschappij en technologische ontwikkelingen: gelden de strafrechtelijke regels inzake diefstal ook voor het stelen van digitaal 'eigendom' op internet? Ten slotte is de structuur van de wet allesbehalve geordend: de wetstekst is vaak voor meerdere interpretaties vatbaar (waarbij zelfs de wetgever en/of de rechter soms niet weet wat de juiste interpretatie moet zijn), uitzonderingen en aanvullingen staan vaak niet bij elkaar gerangschikt etc.

## Juridisch kennissysteem
Juridische kennissystemen worden vaak op een van de volgende manieren opgebouwd: aan de hand van productieregels of als beslisboom. Wanneer het systeem gevalideerd dient te worden door een juridisch expert, wordt de voorkeur gegeven aan een beslisboom, aangezien de stappen hierin voor een jurist makkelijker te begrijpen en te controleren zijn.